# Геринг, Эрнст Генрих
Эрнст Генрих Геринг (нем. Ernst Heinrich Göring; 31 октября 1838, Эммерих-на-Рейне — 7 декабря 1913, Мюнхен) — немецкий юрист и дипломат, рейхскомиссар Германской Юго-Западной Африки (1885—1890). Отец Германа и Альберта Герингов.

## Биография
Из семьи судьи. Эрнст Генрих Геринг изучал юриспруденцию в Боннском университете. Принимал участие в боевых действиях Австро-прусско-итальянской войны 1866 года и Франко-прусской войны 1870—1871 годов. Защитил докторскую диссертацию в Бонне. В 1885 году был направлен Отто Бисмарком в должности имперского комиссара в германскую колонию в Юго-Западной Африке (современную Намибию). В 1890 году получил назначение консулом на Гаити, позднее был направлен генеральным консулом в Александрию.
Во втором браке Геринг женился на Франциске Тифенбрунн. В этом браке родились:
- Карл-Эрнст Геринг (1885—1932), юрист
- Ольга Тереза София Геринг (1889—1970)
- Паула Элизабет Роза Геринг (1890—1960)
- Герман Вильгельм Геринг (1893—1946), один из лидеров нацистской Германии
- Альберт Гюнтер Геринг (1895—1966) — предприниматель, противник национал-социализма, антифашист.